# هادي خسروشاهي
حجة الإسلام السيد هادي خسروشاهي (و.1938 - 2020) عالم دين شيعي وسياسي إيراني شغل منصب سفير إيران في الفاتيكان لمدة خمس سنوات ثم رئيس مكتب رعاية المصالح  الإيرانية في مصر منذ 2001 حتى 2004.

## نشأته
ولد هادي خسروشاهي 1938 في مدينة تبريز وتتلمذ علي يد والده سيد مرتضي خسروشاهي ثم التحق بالحوزة العلمية في مدينة قم ودرس العلوم الإسلامية علي يد الخميني ومحمد حسين الطباطبائي.

## النشاط السياسي والمناصب
كان معارضا لحكم الشاه محمد رضا بهلوي وبعد انتصار الثورة الإسلامية انتخب ممثلا للخميني في وزارة الثقافة والإرشاد الإسلامي ثم انتخب سفيرا لإيران في الفاتيكان وأسس في روما «مركز الثقافة الإسلامية في أوروبا» وبعد عودته لإيران انتخب مستشارا للوزير الدكتور ولايتي ثم مستشارا للوزير الدكتور كمال خرازي وأستاذا في كلية الحقوق جامعة طهران وهو كذلك عضو في مركز الدراسات السياسية والعالمية التابع لوزارة الشؤون الخارجية وقد اشترك في كثير من المؤتمرات العالمية الإسلامية قبل الثورة وبعدها منهما مؤتمر وزراء خارجية الدول الإسلامية في القاهرة نيابة عن الوزير ومن المواقف السياسية لخسروشاهي التي ذكرها الكاتب العراقي عبد اللطيف السعدون في مقال في موقع العربي الجديد معارضة خسروشاهي للحرب العراقية الإيرانية وتقديمه لمبادرة لوقف الحرب لكنها لم تلق قبولا لدى الأطراف المتنازعة وقتها.

## المؤلفات
يتوافر له بالعربية أربع كتب الأول «قصة التقريب.. محطات من أفكار الشيخ محمد تقي القمي»، والثاني «في سبيل الوحدة والتقريب»، والثالث «أهل البيت في مصر»،
والرابع «عبد الله بن سبأ بين الواقع والخيال». وقد قام بترجمة عدد من كتب سيد قطب للغة الفارسية، كما حقق الآثار الكاملة للشيخ جمال الدين الأفغاني.

## التقريب بين أهل السنة والشيعة
كان عضوًا في المجمع العالمي للتقريب بين المذاهب الإسلامية ومؤسس جمعية الصداقة المصرية الإيرانية.

## العلاقة مع جماعة الإخوان المسلمين
مدحه يوسف ندا المفوض السابق للعلاقات الدولية في جماعة الإخوان المسلمين في الحلقة الثانية من برنامج شاهد علي العصر علي قناة الجزيرة قائلاً: «وبالمناسبة يعني هذا الرجل من أخلص رجال الحركة الإسلامية في العالم وليس فقط الإيرانيين». وقد وضع سيد هادي خسروشاهي مقالة عام 2006 بمناسبة مرور 100 عام علي ميلاد الشيخ حسن البنا مؤسس جماعة الإخوان المسلمين فكان عنوان المقالة «ميلاد النور» وقد خصص فصلا في كتاب «في سبيل الوحدة والتقريب» للثناء علي جهود الإخوان المسلمين في التقريب. قام خسروشاهي بزيارة عمر التلمساني المرشد الثالث لجماعة الإخوان المسلمين خلال مرضه ونعاه في صحيفة إطلاعات بعد وفاته في يونيو 1986 قائلاً
| هادي خسروشاهي | كان وفيًّا لمبادئ الإخوان طوال حياته، قضى عشرين سنة من عمره في سجون الاشتراكيين وأتباع القومية العربية بعد المؤامرة الغادرة التي دبرها جهاز الأمن المصري ضدهم بأوامر الضباط الديكتاتوريين حكام مصر، وذلك من أجل قمع الإخوان المسلمين. يرحم الله الشيخ الذي بقي صامدًا في طريقه ولم يستسلم لليسار المزور أو اليمين المتطرف، وأسلم الروح في النهاية بجبين مرتفع وتاريخ وضاء وهو اليوم بلا شك في حضرة العدل الإلهي وينبغي على فراعنة مصر أن يقدموا لله حساب الظلم الذي ألحقوه به وبآلاف المسلمين المصريين الآخرين، والأمة المصرية والعالم العربي والإسلامي؟! | هادي خسروشاهي |

كما تتوافر صور لخسروشاهي خلال مؤتمرات واجتماعات مختلفة مع يوسف ندا وراشد الغنوشي وفتحي يكن ومحمد عبد الرحمن خليفة.

## وفاته
توفي في 27 فبراير 2020 بعد إصابته بفيروس كورونا المستجد 2019.